# Emilio Praga

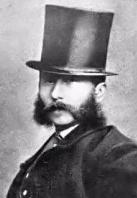
Emilio Praga

Emilio Praga (* 18. Dezember 1839 in Mailand; † 26. Dezember 1875 ebenda) war ein italienischer Maler, Schriftsteller und Librettist.
Praga begann seine künstlerische Laufbahn als Maler. 1862 debütierte er als Schriftsteller mit dem Gedichtband Tavolozza und schloss sich der Mailänder Künstlergruppe Scapigliatura an. Es folgten Penombre (1864) und Fiabe e leggende (1867), 1878 erschien posthum der Band Trasparenze. Daneben verfasste er mehrere Opernlibretti, darunter Atala (komponiert von Giuseppe Gallignani), Il conte di Montecristo (mit Ferdinando Fontana, vertont von Raffaele Dell’Aquila) und Maria Tudor (vertont von Antônio Carlos Gomes). In seinen letzten zehn Lebensjahren erteilte er Unterricht an einem Mailänder Konservatorium. Sein unvollendeter Roman Memorie del presbiterio. Scene di provincia erschien, von Emilio Sacchétti bearbeitet, 1881.
- Le madri galanti, 1863
- Penombre, 1864
- Fiabe e leggende, 1867
- Memorie del presbiterio, 1881